# Бои в районе Дебальцева
Бои́ в райо́не города Деба́льцево, «дебальцевский котёл», «дебальцевская дуга», «битва при Дебальцеве» — интенсивные боевые действия в ходе вооружённого конфликта на востоке Украины, развернувшиеся в районе города Дебальцево в июле 2014 года, а позднее, после временного затишья в связи с перемирием, — в январе-феврале 2015 года. Россия послала свои регулярные вооруженные силы, чтобы перевесить ход боёв в свою пользу в этих критических сражениях за ключевую железнодорожную развязку, соединяющую Донецк и Луганск. Боевые действия в этом районе продолжились и после подписания Второго минского соглашения: руководство непризнанных республик заявило, что эта территория является «внутренним районом» ДНР и поэтому действие достигнутых договорённостей об отведении войск и прекращении огня на него не распространяется. Бои завершились отступлением украинских войск и переходом Дебальцева и окрестностей под контроль ДНР.

## Бои в июле — августе 2014 года

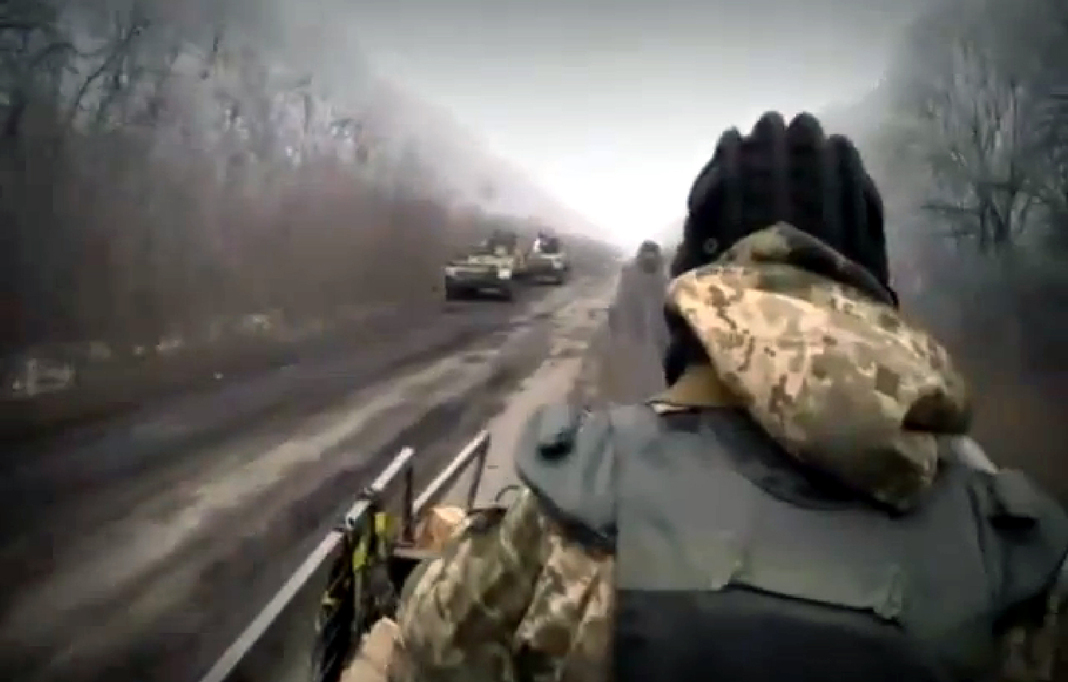
Колонна украинской техники возле Дебальцева. Февраль 2015 года

С 13 апреля 2014 года железнодорожный узел Дебальцево с населением 45 тысяч человек, в 55 км к северо-востоку от Донецка, находился под контролем самопровозглашённой Донецкой Народной Республики. Во второй половине июля 2014 года вооружённые силы Украины предприняли наступление на дебальцевском направлении со стороны Артёмовска с целью отсечь ДНР от ЛНР. Под Дебальцевом завязались ожесточённые бои.
К 28 июля украинские войска полностью овладели городом и железнодорожным узлом. Наступающие смогли «загнуть» фланг горловской группировке Игоря Безлера и перерезать железную дорогу Донецк — Луганск, но им не удалось решить задачу выхода в тыл донецкой группировки за Енакиево и организовать решительное наступление на Горловку.
Контратаки на Дебальцево, предпринятые вооружёнными формированиями самопровозглашённых ДНР и ЛНР в августе, не имели успеха из-за нескоординированности усилий (северо-восточный фланг Дебальцевского выступа входит в зону ответственности армии ЛНР, юго-западный — ДНР) и необходимости одновременно решать более важные задачи на юге. К осени Дебальцево было превращено в мощный укрепрайон ВСУ. Украинская группировка, вклинившись в территорию, контролировавшуюся ЛДНР, угрожала таким городам, как Горловка, Енакиево, Шахтёрск, а также Алчевску и Стаханову в Луганской области. С другой стороны, конфигурация линии фронта на этом участке позволяла войскам самопровозглашенных республик попытаться провести операцию по окружению Дебальцева, что в конце концов и произошло в январе — феврале 2015 года.

## Бои в январе — феврале 2015 года
После относительного затишья на фронте, продолжавшегося с сентября 2014 года в связи с подписанием Минского протокола, в январе 2015 года возобновились активные боевые действия в районе Донецкого аэропорта (позже Генштаб ВСУ оценит их как отвлекающий манёвр).
После перехода аэропорта под контроль вооружённых формирований ДНР и ряда инцидентов в зоне конфликта, сопровождавшихся гибелью мирного населения (обстрел автобуса под Волновахой, артобстрел остановки транспорта «Донецкгормаш» в Донецке и др.), в которых противоборствующие стороны взаимно обвинили друг друга, вооружённые формирования ДНР и ЛНР начали совместную операцию в зоне Дебальцевского выступа. Руководство ДНР и ЛНР обвиняло силы АТО в использовании Дебальцевского плацдарма для подготовки нового наступления и артиллерийских обстрелов территории республик.

### Силы сторон

#### Силы АТО
Согласно информации, опубликованной «Lenta.ru», на 22 января 2015 года численность украинской группировки, блокированной в районе Дебальцева, оценивалась примерно в 8 тысяч человек. Согласно оценке, приведённой в российском журнале «Эксперт», к концу боёв украинская группировка, попавшая в окружение, насчитывала 2—3 тыс. человек, поскольку часть украинских войск с техникой и тяжёлой артиллерией была ранее отведена к Артёмовску. В свою очередь, руководство вооружённых сил ЛНР и ДНР на 30 января оценивало численность блокированной украинской группировки в 6—7 тыс., на 2 февраля — в 3—5 тыс. человек.
По данным Генштаба ВСУ, позиции в районе Дебальцевской дуги занимали подразделения 128-й отдельной горнопехотной бригады под командованием Сергея Шапталы.
Среди подразделений, участвовавших в боевых действиях под Дебальцевом января-февраля 2015 года, согласно информации, опубликованной «Lenta.ru», в разное время упоминались: 13-й батальон территориальной обороны Черниговской области «Чернигов-1», 25-й батальон территориальной обороны Киевской области «Киевская Русь», 42-й батальон территориальной обороны Кировоградской области «Рух Опору», батальон оперативного назначения Национальной гвардии Украины имени генерала Кульчицкого, батальон патрульной службы милиции особого назначения «Киев-2», рота патрульной службы милиции особого назначения «Свитязь». Поздней осенью 2014 года различные источники включали в состав развёрнутой под Дебальцевом группировки также батальонные тактические группы 25-й воздушно-десантной бригады, ротную тактическую группу 17-й танковой бригады ВСУ, а также добровольческие формирования, не входившие в состав ВСУ, — батальон Добровольческого украинского корпуса «Правого сектора» и батальон имени Джохара Дудаева (его командир Иса Мунаев погиб в бою под Дебальцевом 1 февраля).
В боях участвовал также батальон особого назначения «Донбасс» Национальной гвардии Украины. Согласно сообщениям СМИ, под Углегорском батальон попал в засаду, а командир батальона Семён Семенченко получил контузию и был эвакуирован.
Общее количество: 6430 человек, 43 танка, 70 арт. стволов.

#### Силы ВС РФ
В боях принимала участие 138-я мотострелковая бригада войск РФ под командованием генерала Марзоева. Бригада понесла тяжёлые потери в конце января — первой половине февраля 2015 года.
По информации Генштаба ВСУ, в этом районе было развёрнуто до восьми батальонных тактических групп из состава ВС РФ. Генштаб РФ отрицал эту информацию.

#### Силы ДНР и ЛНР
Согласно информации, опубликованной «Lenta.ru», в боях принимала участие вооружённая тяжёлой артиллерией бригада «Кальмиус» (ДНР). С востока на город наступали войска ЛНР — в первую очередь, бригада «Призрак» под командованием Алексея Мозгового.
По данным Генштаба ВСУ, в районе Дебальцевского выступа были сосредоточены до семи батальонных тактических групп из состава 1-й, 3-й, 5-й и 7-й отдельных мотострелковых бригад 1-го армейского корпуса ДНР, а также до двух батальонных тактических групп 2-го армейского корпуса ЛНР:
Общее количество: 7860 чел. 20 танков, 31 арт. ств.

### Ход боевых действий

#### Начало наступления (середина января — начало февраля)
Наступление вооружённых формирований непризнанных республик в районе Дебальцева с применением танков, тяжёлой артиллерии и реактивных систем залпового огня началось 22 января. По данным украинских военных, в этот день артиллерийским обстрелам подверглись населённые пункты Дебальцево, Ольховатка, Редкодуб, Попасная, Санжаровка, Троицкое и Чернухино. Основной целью сепаратистов стала ликвидация плацдарма, глубоко вклинившегося в их позиции.
Первый удар 22 января был нанесён в треугольнике Алмазная — Попасная — Троицкое, что привело к резкому обжатию «горла» Дебальцевского выступа.
Сепаратистские формирования попытались отрезать украинскую группировку встречными ударами в общем направлении на Светлодарск, но эта атака не принесла успеха. Более того — украинское командование нанесло мощный контрудар со стороны Артёмовска в направлении на Троицкое и Красный Пахарь.
В ходе последовавших ожесточённых боев командование сепаратистских формирований занялось планомерным концентрическим обжатием «свисающей» части Дебальцевского выступа, в основном северо-западнее Дебальцева, а также в районе Углегорска. Целью наступающих стала организация «малого» котла по линии высот, контролирующих идущую на северо-запад из Дебальцева единственную трассу М-103, связывающую дебальцевский плацдарм с основной группировкой ВСУ. Трасса практически на всём протяжении оказалась под обстрелом тяжёлой артиллерии донецкой бригады «Кальмиус».
В районе боёв сложилась катастрофическая гуманитарная ситуация, было отключено электро- и водоснабжение, все выезды простреливались. Танковые атаки проходили непосредственно в населённых пунктах, количество жертв среди мирного населения не поддавалось подсчёту.
26 января глава ДНР Александр Захарченко заявил об окружении частей украинской армии в районе города Дебальцево и призвал их сложить оружие в обмен на обещание сохранить жизнь. Официальный представитель пресс-центра спецоперации силовиков Леонид Матюхин, в свою очередь, сообщил, что информация об образовании котла в Дебальцеве не соответствует действительности. Он также отметил, что ситуация в зоне конфликта продолжает оставаться сложной.
30 января компания «Вода Донбасса» сообщила, что города Углегорск и Дебальцево остались без воды, как и ещё целый ряд населённых пунктов Донецкой области: «Все три нитки напорных трубопроводов повреждены снарядами и осколками. На линии огня находится Донецкая фильтровальная станция, которая не работает с 14 января. Без воды население Авдеевки, Красногоровки, Ясиноватского района, частично Донецка и Ясиноватой (около 180 тысяч жителей). Из-за повреждений на водоводах нет воды в Углегорске и Дебальцеве, Дзержинске… приступить к ремонту нет возможности из-за боевых действий».
31 января сепаратистам удалось войти в город Углегорск, где начались уличные бои; 3-4 февраля сепаратисты атаковали посёлок Логвиново на трассе М-103.
Украинское руководство заявляло о том, что сепаратисты получили подкрепление из России. Так, 3 февраля спикер СНБО Украины Андрей Лысенко заявил, что «российско-террористические войска стянули к Дебальцеву для массированного наступления более трёх тысяч человек» с «огромным количеством военной техники»: «Там только танков было более трёх десятков, около 80 бронемашин, большое количество артиллерии, как ствольной, так и такой, которая может передвигаться — САУ». Тогда же Дмитрий Тымчук сообщал, что в Донецк прибыло до 10 танков, 18 БТР и БМП, несколько орудий МТ-12 и 120-мм миномётов, до 10 грузовых автомобилей с российскими военнослужащими «неславянской внешности».
4 февраля Генеральный секретарь ООН Пан Ги Мун призвал стороны к перемирию для эвакуации жителей Дебальцева и прифронтовых населённых пунктов. Благодаря объявленному перемирию только из Дебальцева и Авдеевки удалось вывести более 5000 жителей.

#### Возобновление активных боевых действий (с 5 февраля)

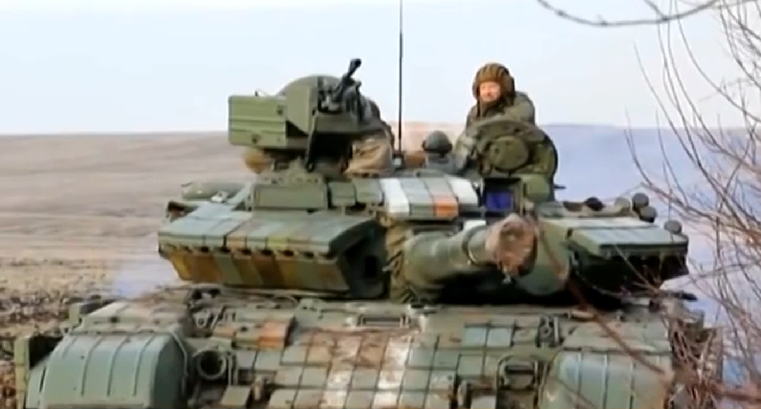
Украинский танковый экипаж в районе Дебальцева 5 февраля 2015 года

5 февраля силы ДНР заявили об установлении полного контроля над Углегорском, атака на который началась 27 января. Город удалось покинуть бойцам роты спецназначения «Свитязь», а 8-я механизированная рота 30-й бригады заминировала и перекрыла дорогу оттуда в Дебальцево. В дальнейшем украинские военные предпринимали несколько попыток отбить населённый пункт.
7 февраля ВСУ оставили село Редкодуб, а 9 февраля сепаратисты взяли под контроль село Логвиново, через которое проходит трасса М103 Бахмут — Дебальцево, по которой осуществлялось обеспечение сил АТО. Силы 79-й и 95-й десантных бригад и Нацгвардии пытались отбить село, но безуспешно. Именно после этого представители народных республик начали говорить о полном окружении группировки сил АТО в Дебальцеве, которое Генштаб ВСУ опровергал.
«В ходе боевых действий на дебальцевском направлении силами ополчения Донецкой народной республики 9 февраля в 9:25 отбит у украинских силовых структур и взят под полный контроль населённый пункт Логвиново, непосредственно примыкающий к дороге из Дебальцева на Артёмовск (Бахмут)», — цитировало РИА Новости сообщение штаба министерства обороны ДНР. В сообщении отмечено также, что «в настоящее время данная стратегическая трасса, по которой осуществлялось снабжение боеприпасами и техникой окружённой в Дебальцеве украинской группировки, полностью перекрыта подразделениями армии ДНР».
По заявлениям представителей армии ДНР, 10 февраля они заблокировали трассу, ведущую из Дебальцева в Артёмовск, тем самым обеспечив полное окружение сил ВСУ. Однако 11 февраля министр обороны Украины Степан Полторак опроверг эту информацию. По его словам, «к подразделениям, находящимся в Дебальцеве, поступают оружие и боеприпасы, есть связь и взаимодействие с командованием». По заявлениям сепаратистов, украинскими военными в городе были обустроены мощные оборонительные сооружения из вкопанных в землю железнодорожных вагонов.
Утром 12 февраля ВСУ из окружения от Дебальцева и извне от Углегорска атаковали Логвиново, но были отбиты сепаратистами, сообщил Эдуард Басурин.
В результате новых Минских договорённостей 11—12 февраля 2015 года войска обеих сторон должны были с 0:00 по восточноевропейскому времени 15 февраля прекратить огонь и отвести тяжёлое вооружение с линии соприкосновения. Главы ДНР и ЛНР объявили о готовности предоставить выход украинских войск из образовавшегося «котла», если они оставят оружие и технику.

#### Занятие Дебальцева силами ДНР и ЛНР и отход украинской армии

Схема отступления украинских сил из района Дебальцева

14 февраля украинские силы начали подготовку к уходу из Дебальцева, были подорваны железнодорожные пути и другие объекты транспортной инфраструктуры. После установления условного перемирия к городу началась переброска отрядов «народных республик» с других направлений, после чего усилились обстрелы опорных пунктов сил АТО.
Из-за отсутствия дополнительных резервов для поддержания сил в Дебальцеве Генеральный штаб ВСУ решил до утра 18 февраля вывести все подразделения из этого района. Из-за морозов исход планировался по автодорогам и полевым дорогам двумя основными маршрутами небольшими колоннами под прикрытием боевых бронированных машин и артиллерии. Был организован также ложный маршрут, где имитировалось движение колонн. Полный выход из Дебальцева проходил в несколько этапов и длился несколько суток.
17 февраля силы ДНР вошли в Дебальцево и заняли центральную, северную и восточную части города, в том числе районный отдел милиции и железнодорожный вокзал. В тот же день представители ДНР сообщили о захвате большей части Дебальцева и взятии в плен нескольких групп украинских военных численностью 120 человек. Позднее колонна из нескольких десятков военнопленных была показана в эфире «Первого канала». В тот же день во время боёв в Дебальцеве был ранен в ногу глава Донецкой Народной Республики Александр Захарченко.
18 февраля в пресс-секретариате министерства обороны ДНР отчитались о взятии Дебальцева под полный контроль.
В тот же день Генштаб Украины заявил о выводе из Дебальцева 2459 военнослужащих, 15 танков и 50 БМП. По заявлению Генштаба Украины, за три дня боёв перед отступлением потери украинских военных составили 22 убитых и более 150 раненых. Часть вышедших из окружения украинских военных состояли в 40-м батальоне «Кривбасс» и 128-й горнопехотной бригаде. Заявление Петра Порошенко об организованном выводе подразделений резко раскритиковали в самопровозглашённой ДНР, Денис Пушилин заявлял об уничтожении и пленении большей части формирований, упомянутых президентом Украины.
После завершения ухода силы АТО заняли новую линию обороны по реке Лугани, которая подвергалась нападениям со стороны непризнанных республик до 21 февраля.

## Международное внимание
По мнению журналистов The Wall Street Journal, к середине февраля 2015 года Путин и Порошенко уже в течение нескольких дней расходились в оценке ситуации в Дебальцеве. В телефонных переговорах с Олландом и Меркель Путин утверждал, что украинские войска в Дебальцеве окружены, а Порошенко говорил, что окружения нет. Спор продолжился во время прямых телефонных переговоров между четырьмя лидерами в воскресенье, 15 февраля 2015 года.
12 февраля президент России Путин заявил, что дал поручение военным экспертам разобраться в ситуации вокруг Дебальцева и объяснил, что у него есть сомнения по поводу мирного урегулирования ситуации в Дебальцеве, поскольку сепаратисты утверждают, что окружили группировку украинских войск и требуют её сдачи. «Исходим из того, что окружённые в Дебальцеве 6-8 тысяч силовиков сложат оружие», — сказал Путин.

## Потери сторон
138-я мотострелковая бригада войск РФ под командованием генерала Марзоева понесла тяжёлые потери в конце января — первой половине февраля 2015 года.
20 февраля помощник министра обороны Украины Юрий Бирюков заявил о том, что в боях в районе Дебальцева погибло 179 украинских военных. Также он сообщает о том, что число погибших может быть немного большим за счёт тех, кто считается пропавшим без вести. Бирюков также сообщил, что с начала 2015 года во время боев за Дебальцево погибло 2911 сепаратистов, со времени прекращения огня (15 февраля 2015 года) — 868.
11 марта президент Украины Пётр Порошенко во время совместной пресс-конференции с премьер-министром Швеции Стефаном Лёвеном заявил, что в результате начавшейся после 15 февраля массированной атаки противника Украина в Дебальцеве потеряла 66 бойцов, более 300 получили ранения.
Согласно данным Генштаба, с 15 января по 18 февраля погибли 110 военнослужащих, 270 были ранены, 7 — взято в плен и 18 пропали без вести. За все время обороны Дебальцевского выступления погибло 136 и было ранено 331 военнослужащих ВСУ, а порядка 30 % техники было потеряно (уничтожено противником или выведено из строя силами подразделений АТО). Потери противника в период с 24 января по 19 февраля по данным Генштаба ВСУ составили до 870 человек личного состава; до 50 единиц ракетно-артиллерийского вооружения, до 110 единиц бронетанкового вооружения и техники, и до 24 единиц автомобильной техники.
Согласно данным украинского сайта Цензор.нет, потери ВСУ с 18 января по 21 февраля составили свыше 250 погибших и пропавших без вести военнослужащих, 46 танков, 94 БМП, 10 БРМ-1К, 29 БТР, 16 САУ, 6 гаубиц и 14 противотанковых орудий. «The Sunday Times» опубликовала мнение британского военнослужащего, находившегося на Украине в качестве военного инструктора, который отметил крайне низкую дисциплину и боеготовность украинских сил: «…шесть из десяти потерь среди украинских добровольцев приходятся на дружественный огонь и неправильное обращение с оружием…».

## Итоги
Формирования ДНР и ЛНР заняли Дебальцево — крупный железнодорожный узел, что позволило впоследствии организовать прямое железнодорожное сообщение между Луганском и Донецком. За 28 суток ожесточённых боёв силы сепаратистов продвинулись на 15 — 25 километров.
Сразу же после отступления украинских войск из Дебальцева советник президента Украины Юрий Бирюков заявлял, что украинской группировке численностью 2,5 тысячи человек противостояло 15-17 тысяч сепаратистов. По словам руководителя «сектора С» Александра Сырского, силы самопровозглашённых республик «имели преимущество по всем образцам тяжёлого вооружения, в частности, по танкам — в три раза, по артиллерии — фактически в четыре раза».
По мнению аналитиков Генштаба ВСУ, это наступление истощило силы самопровозглашённых республик, которые позднее уже не проводили столь масштабных наступлений. Вместе с тем, силы АТО не воспользовались этой возможностью для контрнаступления на соседних участках фронта, в частности — в районе Горловки.
За бои в районе Дебальцева государственными наградами Украины награждены 379 военнослужащих (в том числе посмертно — 136), а знаки отличия Министерства обороны и Генерального штаба ВСУ получили 450 бойцов.

## Заявления об участии России

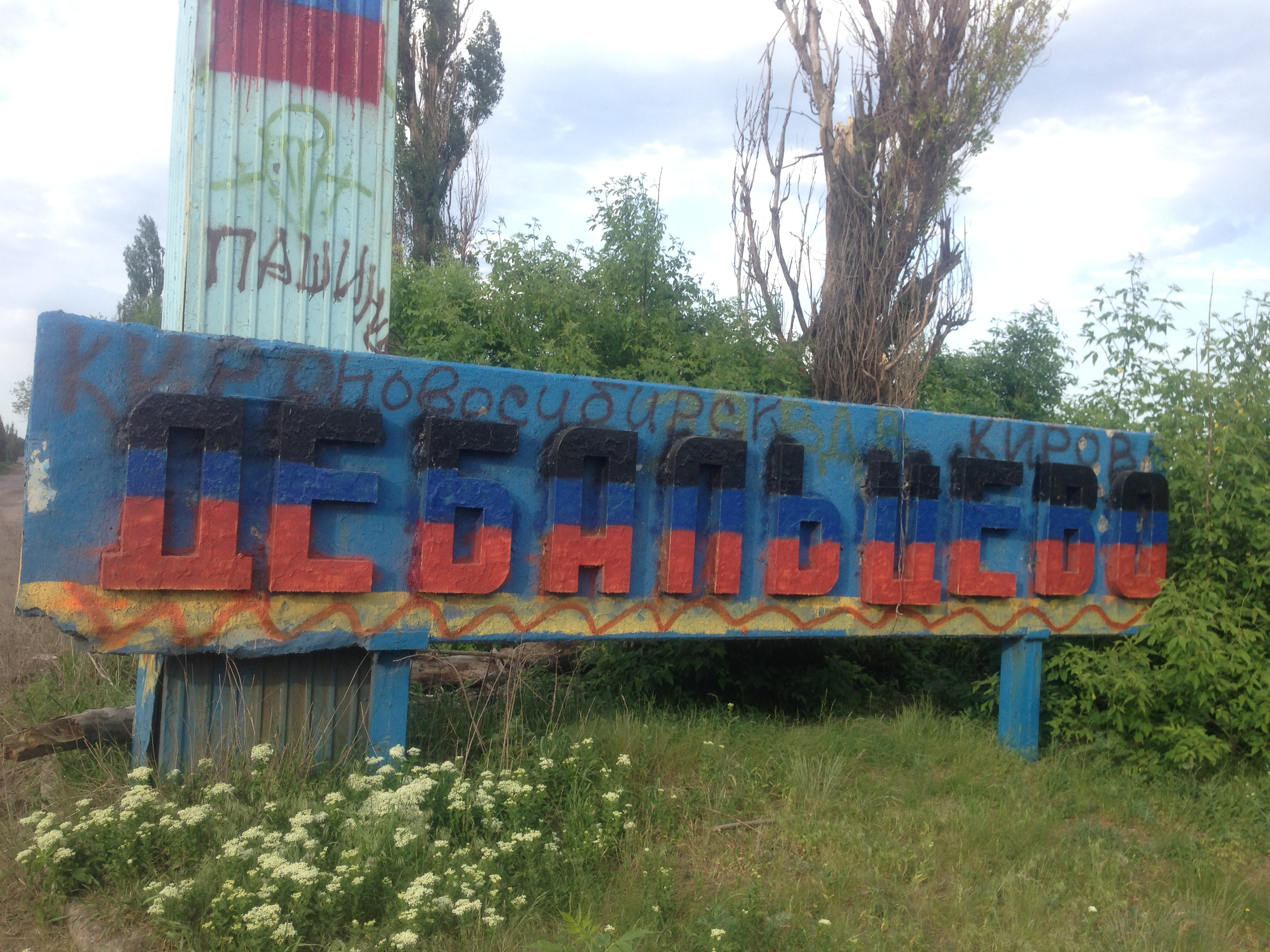
Стелла на въезде в город, выкрашенная в цвета флага ДНР и с названиями российских городов

13 февраля 2015 года официальный представитель Госдепа США Джен Псаки вновь заявила о развёртывании в районе Дебальцева российской артиллерии и реактивных систем залпового огня, которые обстреливают украинские позиции, а также систем ПВО. На следующий день посол США на Украине Джеффри Пайетт опубликовал на своей странице в Твиттере спутниковые снимки, на которых, согласно его пояснениям, были зафиксированы передовые российские системы вооружения на территории восточной Украины, в том числе места дислокации реактивной артиллерии у Ломоватки, недалеко от Дебальцева. В ответ на это официальный представитель Министерства обороны РФ Игорь Конашенков сообщил, что на «орнаменте из тёмных пятен на фотографиях, размещённых послом США», в его ведомстве ничего не увидели, и назвал утверждения американской стороны «бездоказательным гаданием на кофейной гуще».
По данным из доклада Бориса Немцова, под Дебальцевом погибло около 70 военнослужащих из России, как минимум 17 из них — десантники из города Иваново. Как сообщили источники Немцова, российские военнослужащие перед отправкой в Донбасс по требованию руководства официально увольнялись из вооружённых сил и действовали как добровольцы. При этом, несмотря на увольнение, Минобороны России обещало выплачивать компенсации за смерть и увечья, но, как утверждается в докладе, это обещание выполнено не было.
Согласно заявлению посла США на Украине Джеффри Пайетта, в Дебальцеве были задействованы российская артиллерия и средства ПВО. В качестве доказательства были опубликованы спутниковые снимки, сделанные в районе Дебальцева.
По утверждению Елены Костюченко, журналистки «Новой газеты», в боях под Дебальцевом также принимала участие 5-я отдельная танковая бригада (Улан-Удэ) в составе 300 человек и 31 танка.
Согласно заявлениям начальника Генштаба ВСУ Виктора Муженко, Украина располагает фактами участия отдельных российских военных в составе незаконных вооружённых формирований. 19 января Совет национальной безопасности и обороны заявил о пересечении двумя батальонно-тактическими группами (около 900—1000 солдат и офицеров) Вооруженных сил России границы с Украиной. Также 20 января о вхождении российских войск на Украину заявил премьер Арсений Яценюк со ссылкой на данные разведки.
Генштаб ВСУ утверждал, что штурм проходил при непосредственной поддержке до восьми батальонных тактических групп и артиллерийских дивизионов Вооружённых сил РФ.
Бывший французский президент Франсуа Олланд в своих мемуарах под названием «Уроки власти», изданных в апреле 2018 года, утверждал, что во время переговоров «нормандской четвёрки» в феврале 2015 года о подписании второго минского соглашения президент России Владимир Путин угрожал Петру Порошенко «раздавить» украинские войска, но осознав, что тем самым «выдал присутствие российских войск на востоке Украины», «спохватился и взял себя в руки». Пресс-секретарь президента Дмитрий Песков, комментируя утверждения об угрозах Путина в адрес Порошенко, заявил что «был практически на всех переговорах, но не слышал такой фразы», по его словам, во время переговоров «Путин говорил жестко, однозначно и весьма доходчиво», но «такая угрожающая формулировка» им не использовалась.